# Novocaine
Novocaine (br: Droga da Sedução ou Química do Amor / pt: A Paciente Misteriosa) é um filme de suspense e comédia de humor negro norte-americano de 2001, dirigido por David Atkins e produzido por Paul Mones e Daniel M.Rosenberg. e estrelado por Steve Martin, Helena Bonham Carter, Laura Dern, Lynne Thigpen e Elias Koteas. Ele foi gravado em Chicago, Illinois. O filme recebeu publicidade extra durante a produção e como a sua libertação se aproximou por causa de um suposto romance entre Martin e Carter. Ele teve críticas mornas e recibos de baixa bilheteria.

## Sinopse
Frank (Steve Martin) é um honrado dentista que leva uma vida tranquila. Tudo muda quando uma nova paciente, Susan (Helena Bonham Carter), chega a seu consultório. A partir de então começam a surgir os problemas.

## Elenco
- Chelcie Ross ...  Mike
- Steve Martin ...  Dr. Frank Sangster
- Helena Bonham Carter ...  Susan Ivey
- Laura Dern ...  Jean Noble
- Lynne Thigpen ...  Pat
- Polly Noonan ...  Sally
- JoBe Cerny ...  Farmacêutico Wayne Ponze
- Elias Koteas ...  Harlan Sangster
- Yasen Peyankov ... bartender do Sunshine Lounge
- Scott Caan ...  Duane Ivey
- Teri Cotruzzola ...  Paciente com queixo atraente
- Lucina Paquet ...  Mrs. Langston
- Preston Maybank ...  Melvin Gelding, DEA Agent
- Sally Kao ...  Esposa chinesa
- Quincy Wong ...  Marido chinês
- Kevin Bacon ... Lance Phelps